# Vänster

En pil som pekar åt vänster.

Vänster är en riktning utgående från en människa, tänkt färdriktning eller synvinkel. Den har även symboliska betydelser. Både som relativ riktning och symbol är vänster i allmänhet motsats till höger.
Vänster har traditionellt tillskrivits negativa egenskaper och fenomen, så som "vänsterprassel" som synonym till otrohet. Vid morganatiskt äktenskap räckte brudgummen vänster hand åt bruden. Förr förekom det att man tvingade vänsterhänta personer att träna om till att bli högerhänta. Man hälsar i allmänhet inte med vänster hand. Inom militären tar man första steget (marschanträdet) med vänster fot, detta härstammar från att det ansågs som att man då marscherade mot ondskan eller satan.
Även på många andra språk motsvaras "vänster" av ord som antyder att något är fel eller saknas. På latin heter vänster sinister, vilket även betyder olycksbådande. Engelskans left kommer från fornengelskan och betydde lat, svag. Mycket av detta har dock försvunnit och man ser till exempel vänsterfotade fotbollsspelare som mer målfarliga, eftersom målvakten oftast förväntar sig högerfotade. 
Västerländskt bordsskick föreskriver vilka verktyg som ska hållas med höger eller vänster hand. I flera länder där man traditionellt äter med fingrarna föreskriver etiketten att maten äts med hjälp av fingrarna på höger hand. Den vänstra handen, som regelmässigt brukas vid toalettbesök, bör inte vidröra maten, men kan användas för att hålla kopp eller glas.
Vänster ombord på båt eller fartyg, i förhållande till farkostens för, heter babord.